# امیلیانو پیدرا
امیلیانو پی‌یدرا (اسپانیایی: Emiliano Piedra‎؛ ۱۹۳۱ - ۲۸ اوت ۱۹۹۱) تهیه‌کننده فیلم اهل اسپانیا بود.

## گزیدهٔ آثار
- عشق، افسونگر (۱۹۸۶)
- کارمن (۱۹۸۳)
- عروسی خون (۱۹۸۱)
- ناقوس‌های نیمه‌شب (۱۹۶۵)